# Josh Segarra
Josh Segarra (Orlando (Florida), 3 juni 1986) is een Amerikaans acteur.

## Biografie
Segarra werd geboren in Orlando (Florida) en is van Puerto Ricaanse afkomst. Naast Engels spreekt hij ook vloeiend Spaans. 

## Carrière
Segarra begon in 2005 met acteren in de film Vampire Bats, waarna hij nog meerdere rollen speelde in films en televisieseries. Hij is vooral bekend van zijn rol als Hector Ruiz in de televisieserie The Electric Company waar hij in 52 afleveringen speelde (2009-2011). 
Segarra is naast acteur voor televisie ook actief in het theater, hij heeft hiernaast ook tweemaal opgetreden op Broadway. In 2011 speelde hij in de musical Lysistrata Jones en in 2015 speelde hij in de musical On Your Feet!. 

## Filmografie

### Films
Uitgezonderd korte films.
- 2024 Friendship - als Austin
- 2023 Scream VI - als Danny Brackett
- 2020 Christmas on the Square - als pastor Christian Hathaway
- 2020 First One In - als Fernando
- 2018 Overboard - als Jason
- 2018 Run for Your Life - als Julian Silva
- 2016 A Bronx Life - als Frankie
- 2015 Trainwreck - als Oli van Staten Island
- 2014 Are You Joking? - als eikel
- 2012 Bronx Warrants - als Morales
- 2011 The Music Never Stopped - als Mark Ferris
- 2009 The Ministers - als Luis
- 2009 Blood Night: The Legend of Mary Hatchet - als Tyler
- 2008 The Narrows - als gangster
- 2005 Vampire Bats - als Miles

### Televisieseries
Uitgezonderd eenmalige gastrollen.
- 2025 Animal Control - als Parker - 2 afl.
- 2024-2025 Abbott Elementary - als Manny - 10 afl.
- 2023-2024 The Big Door Prize - als Giorgio 19 afl.
- 2023 Heels - als Brooks Rizzo - 4 afl.
- 2019-2023 The Other Two - als Lance Arroyo - 20 afl.
- 2022 She-Hulk: Attorney at Law - als Augustus "Pug" Pugliese - 5 afl.
- 2019-2021 The Moodys - als Marco - 12 afl.
- 2020-2021 FBI - als speciaal agent Nestor Vertiz - 5 afl.
- 2020 Katy Keene - als Mateo Lopez - 2 afl.
- 2020 AJ and the Queen - als Hector Ramirez / Damien Sanchez - 10 afl.
- 2016-2019 Arrow - als Adrian Chase - 23 afl.
- 2018-2019 Orange Is the New Black - als bewaker Stefanovic - 11 afl.
- 2019 The Other Two - als Lance - 6 afl.
- 2014-2016 Chicago P.D. - als Justin Voight - 9 afl.
- 2014-2015 Sirens - als Billy - 18 afl.
- 2009-2011 The Electric Company - als Hector Ruiz - 52 afl.

### Computerspellen
- 2010 Red Dead Redemption: Undead Nightmare - als Abraham Reyes
- 2010 Red Dead Redemption - als Abraham Reyes

- Library of Congress Control Number: no2013086397
- MusicBrainz: 57cc4411-afbd-4a4b-aeb7-e43206b3ff36
- Virtual International Authority File: 305202668
- WorldCat: E39PBJgXckPQtF8BHxVxgFyDbd